# Yunyan Tansheng
Yunyan Tansheng (chiń. 雲巖曇晟; pinyin Yúnyán Tánshéng; kor. 운암담성 Unam Tamsŏng, jap. Ungan Donjō, wiet. Vân Nham Đàm Thạnh; ur. 780, zm. 841) – chiński mistrz chan, uczeń mistrza Yaoshana Weiyana. Prekursor szkoły caodong.

## Życiorys
Mistrz Yunyan pochodził z dawnego Jianchangu, które położone było ok. 30 km na północ od dzisiejszego Nanchangu w prowincji Jiangxi.
Początkowo był uczniem mistrza Baizhanga Huaihaia, jednak po 20 latach praktyki wciąż nie osiągnął oświecenia. Po śmierci nauczyciela Yunyan rozpoczął wędrówkę po Chinach w celu znalezienia odpowiedniego mistrza chan. Przebywał u wielu nauczycieli i w końcu zdecydował się zostać uczniem mistrrza Yaoshana Weiyana (751–834).
W czasie praktyki u Yaoshana jego najbliższym przyjacielem był brat dharmiczny Daowu Yuanzhi (769–835). Zapisane rozmowy pomiędzy nimi były szeroko znane i cytowane przez nauczycieli nawet w wiele pokoleń po ich śmierci.
Po osiągnięciu oświecenia i samodzielności, Yunyan przebywał w klasztorze na górze Yunyan w Tanzhou, w pobliżu dzisiejszego Changsha.
Pewnego dnia Yaoshan powiedział Słyszałem, że potrafisz powstrzymać lwy. Czy tak jest?
Yunyan powiedział Tak.
Yaoshan powiedział Jak wiele możesz powstrzymać?
Yunyan powiedział Sześć.
Yaoshan powiedział Ja też mogę je powstrzymać.
Yunyan spytał Jak wiele mistrz powstrzymał?
Yaoshan powiedział Jednego.
Yunyan powiedział Jeden jest sześć. Sześć jest jeden.
Yunyan robił herbatę.
Daowu spytał go Dla kogo robisz herbatę?
Yunyan powiedział Tam jest ktoś, kto jej chce.
Daowu powiedział Dlaczego nie pozwolisz mu zrobić herbaty samemu?
Yunyan powiedział Na szczęście jestem tutaj aby ją zrobić.
W 841 r. mistrz poczuł się chory. Wydał odpowiednie rozporządzenia i wykąpał się. Głównemu mnichowi nakazał przygotować ucztę następnego dnia z okazji odejścia mnicha. Wieczorem zmarł.
Po jego kremacji pozostało w popiele tysiąc świętych relikwii, które zostały umieszczone w stupie.
Mistrz otrzymał pośmiertny tytuł Wielki Nauczyciel Bez Zamieszkania.
Występuje w gong’anach 70, 72, 89 z Biyan lu i 49, 54 z Congrong lu.

## Znaczenie mistrza

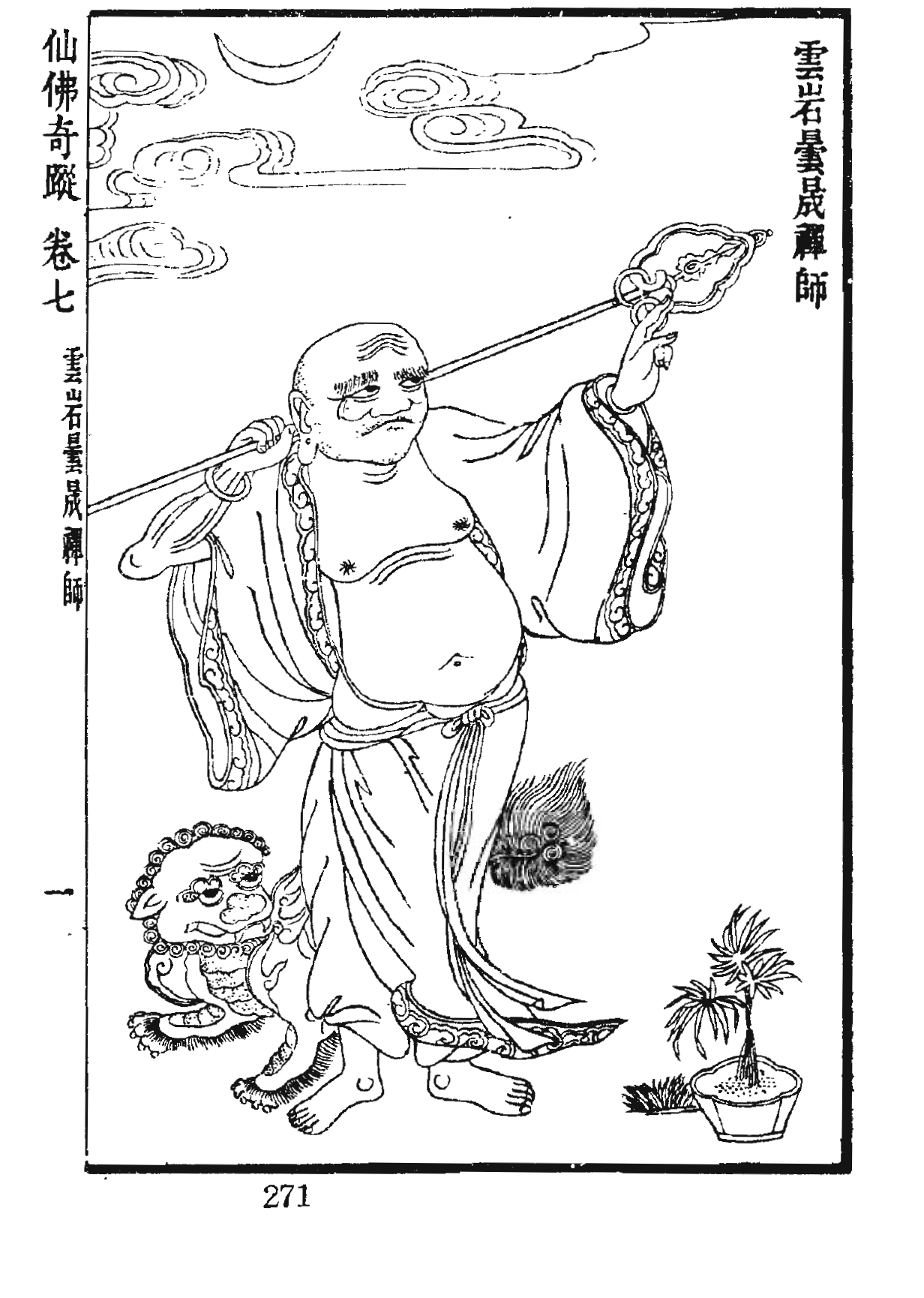
Yunyan Tansheng

Mistrz odegrał olbrzymią rolę w ukształtowaniu się doktryny szkoły caodong. Szkoła ta został założona przez jego ucznia, mistrza chan Dongshana Liangjego (807–869).
Podstawa systemu Pięciu rang została wypracowana właśnie przez mistrza Yunyana. System ten, chociaż wyłonił się z metafizycznej myśli mahajanistycznej został przez Yunayan wyłożony w formie chińskiej, w ścisłym związku z Yijing (Księgą Przemian), która jest wyrażeniem chińskiej filozofii.

## Linia przekazu Dharmy zen
Pierwsza liczba oznacza liczbę pokoleń od Pierwszego Patriarchy chan w Indiach Mahakaśjapy.
Druga liczba oznacza liczbę pokoleń od Pierwszego Patriarchy chan w Chinach Bodhidharmy.
- 33/6. Dajian Huineng (638–713) Szkoła południowa
  - 34/7. Qingyuan Xingsi (660–740)
    - 35/8. Shitou Xiqian (700–790)
      - 36/9. Yaoshan Weiyan (751–834)
        - 37/10. Huating Dejian (bd)
        - 37/10. Yunyan Tansheng (782–841)
          - 38/11. Xingshan Jianghong (bd)
          - 38/11. Dongshan Liangjie (806–869) szkoła caodong

        - 37/10. Daowu Yuanzhi (769–835)
          - '38/11. Jianyuan Zhongxing (bd)
          - 38/11. Shishuang Qingzhu (805–889)
            - 39/12. Yungai Yuanquan (bd)
              - 40/13. Yungai Jingquan (bd)

            - 39/12. Jiufeng Daoqian (z. 921)
              - 40/13. Heshan Wuyin (891–960)
              - 40/13. Baofeng Yanmao (bd)
              - 40/13. Guangmu Xingxiu (bd)
              - 40/13. Tong’an Changcha (bd)
              - 40/13. Letan Kuangwu (bd)

            - 39/12. Daguang Juhui (836–903)